# Winestead
Winestead är en by i civil parish Patrington, i distriktet East Riding of Yorkshire, i grevskapet East Riding of Yorkshire, i England. Byn är belägen 6 km från Withernsea. Winestead var en civil parish fram till 1935 när blev den en del av Patrington. Civil parish hade 153 invånare år 1931. Byn nämndes i Domedagsboken (Domesday Book) år 1086, och kallades då Wifestad/Wifestede/Wistede/Wiuestad.